# Fuchsia denticulata
Espèce
Fuchsia denticulata est une espèce de plantes à fleurs de la famille des Onagraceae. C'est un buisson, originaire de Bolivie et du Pérou,.

## Description
Fuchsia denticulata est un arbuste érigé, atteignant 1,5 à 4 m de haut ou grimpant à 10 m dans les arbres. Les jeunes branches sont vertes à rouges. Les feuilles vertes foncées sont elliptiques à oblancéolées 4-17 x 1,5-6,5 cm, lisses sur le dessus, et vert pâle et subglabre le long des veines. Quelques fleurs pendantes sont groupées vers l'extrémité des branches. Le tube floral est cireux, lavande, rose clair ou rouge clair. Les sépales sont lancéolés, acuminés et les pétales sont orange à écarlates. Les filaments sont roses à rouge clair. Les fruits sont ellipsoïdes, verts à rouge-violet, avec des graines bronzées.

## Répartition
Fuchsia denticulata se rencontre au Pérou et en Bolivie, principalement dans trois régions : sur les pentes de la Cordillère occidentale au Pérou, autour de Lima et Ancash, à des altitudes de 2 800-3 500 m, poussant dans les canyons humides et autour des sources ; sur les pentes andines orientales au Pérou, de Huanuco à Cuzco, à des altitudes de 2 500-3 400 m, dans la forêt tropicale et parmi la végétation arbustive des hautes terres ; et sur les pentes andines nord-est à Cochabamba et La Paz, en Bolivie, à des altitudes de 2 200-3 100 m, dans l'habitat de la forêt tropicale.

## Systématique
Le nom correct complet (avec auteur) de ce taxon est Fuchsia denticulata Ruiz & Pav..
Fuchsia denticulata a pour synonymes :
- Fuchsia leptopoda E.H.L.Krause
- Fuchsia serratifolia Ruiz & Pav.
- Fuchsia siphonantha E.H.L.Krause
- Fuchsia tacsoniiflora E.H.L.Krause